# مسجد خسروشیر
مسجد خسروشیر که به «منارمسجد» نیز شهرت دارد. در حدود ۲۰۰ متری مشرق روستای خسروشیر و به فاصله حدود ۳۵ کیلومتری مرکز شهرستان جغتای قراردارد. قدمت بنای اصلی این اثر تاریخی به دوره سلجوقی می‌رسد که دارای الحاقاتی از دوره ایلخانی نیز می‌باشد.

## مشخصات
از بنای تاریخی مسجد خسروشیر، اکنون بخشی از ایوان جنوبی آن برجای مانده، اما تزئینات گچی و کتیبه‌های پخته و زیبایی که دیوارها را آراسته‌اند نشان از عظمت واهمیت بنا در دوران آبادانی و رونق آن دارد. مسجد خسروشیر از وسعت زیادی برخوردار بوده و در کنار آن، مناره آجری بلندی نیز وجود داشته‌است سبک معماری بنا نشان دهنده مساجد دوایوانی و تا حدی قابل مقایسه با مسجد فریومد بوده‌است. گمانه زنی‌ها و مطالعات کالبدی بنا نشان داده است که احتمالاً این مسجد در اوایل قرن هفتم هجری همزمان و همانند مساجد فریومد، گناباد، زوزن، ساخته شده‌است و در دوره‌های بعدT بخصوص دوران ایلخانی مرمت شده واحتمالا قسمت‌هایی به آن الحاق شده‌است.

## نگارخانه

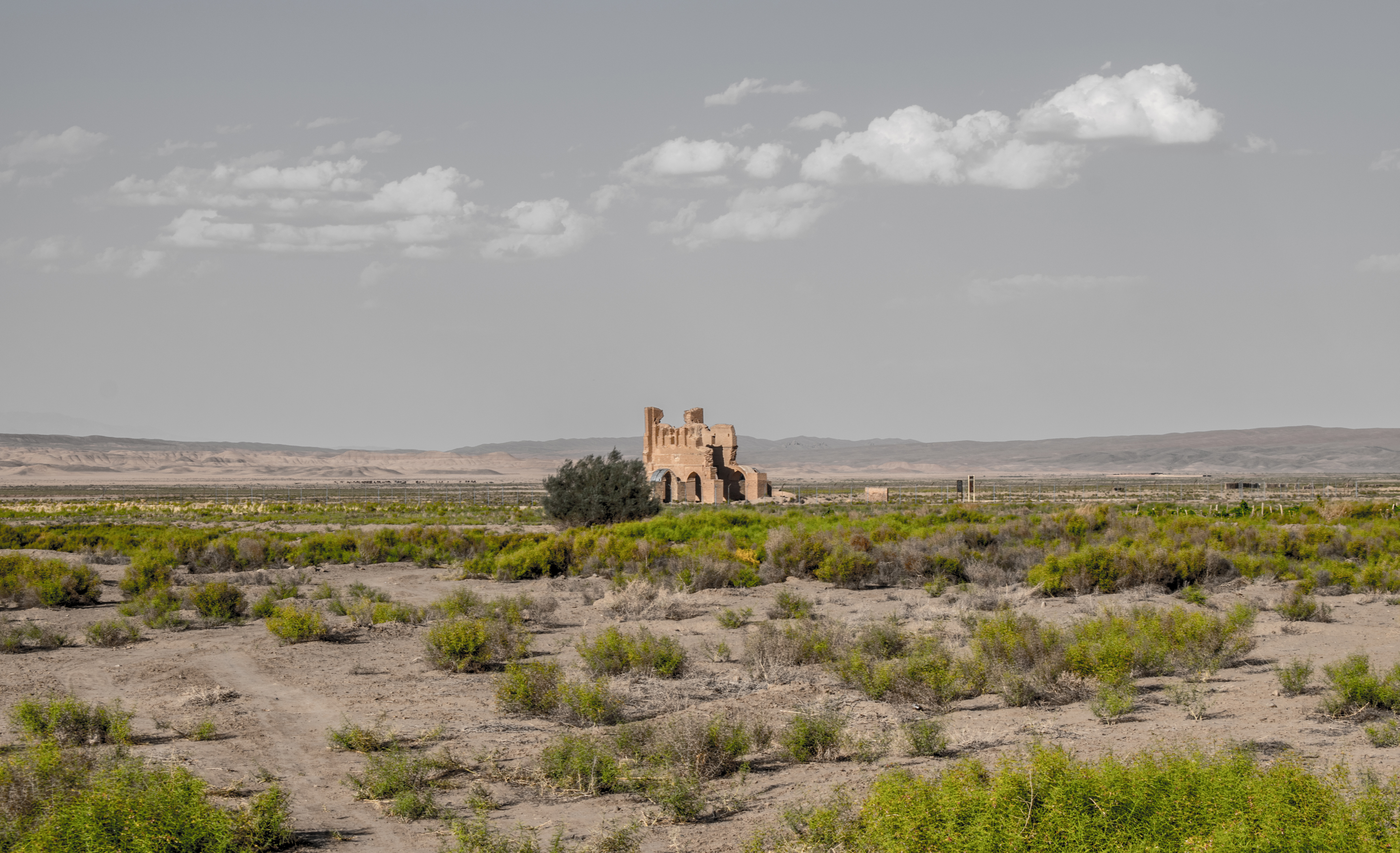
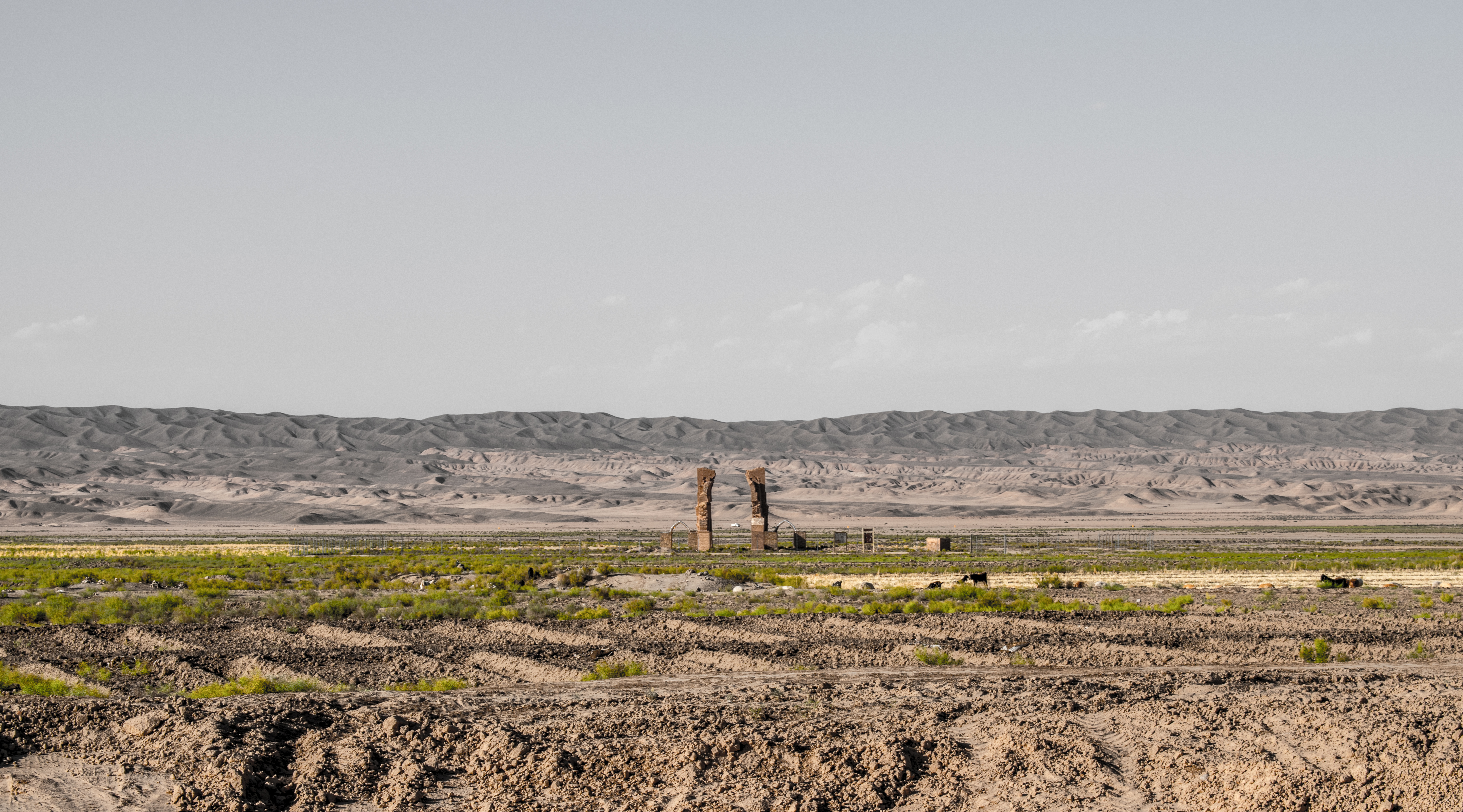
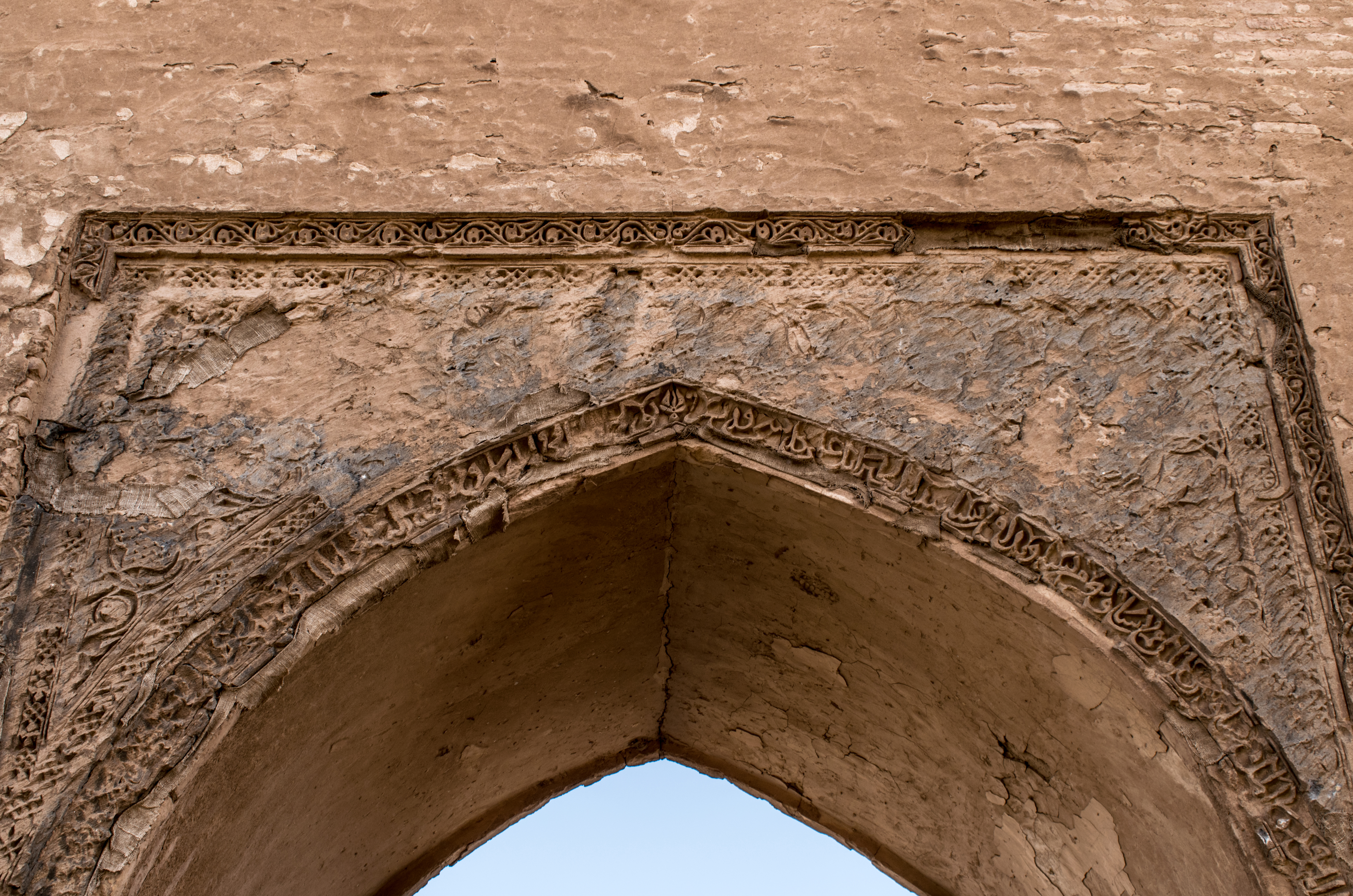
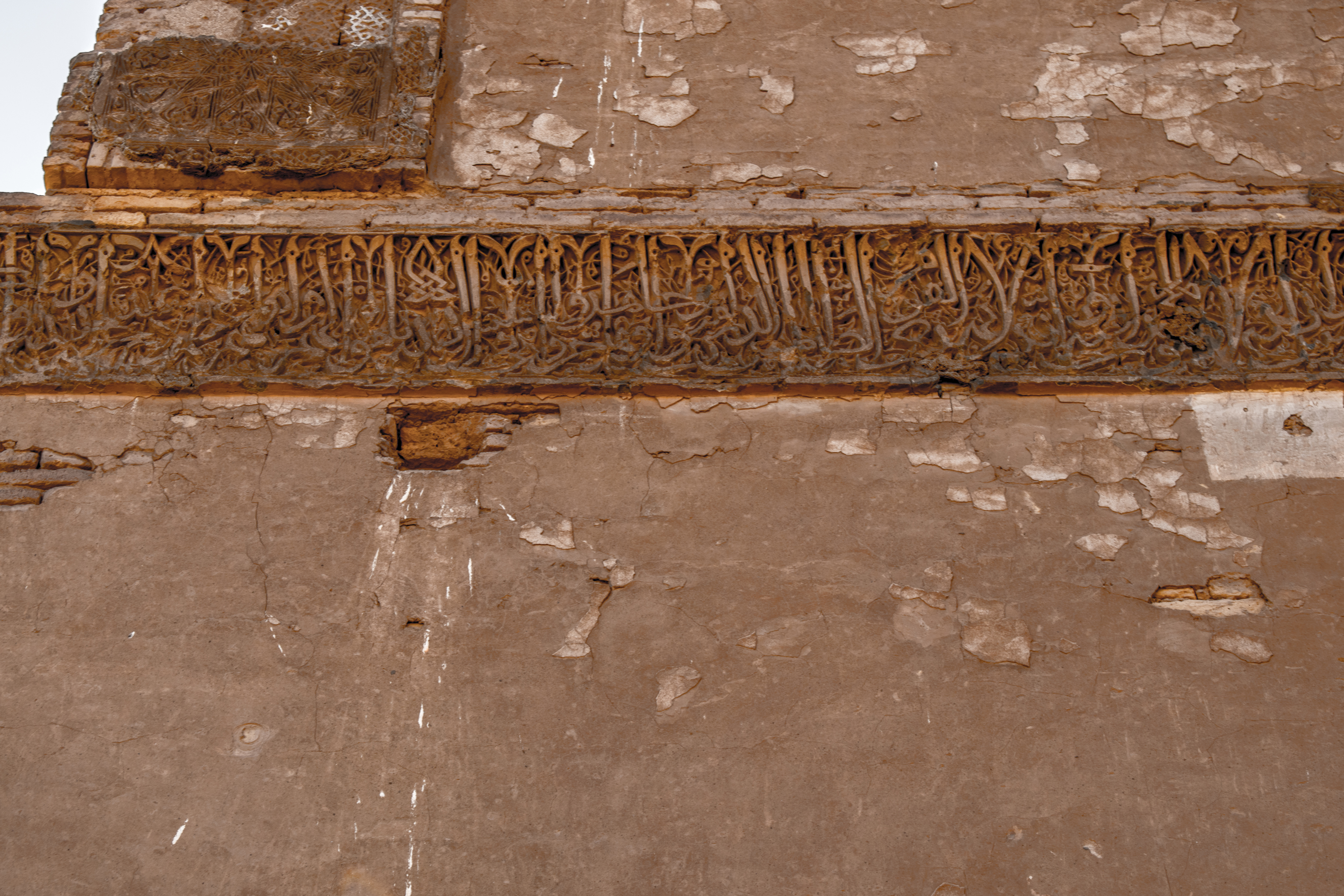
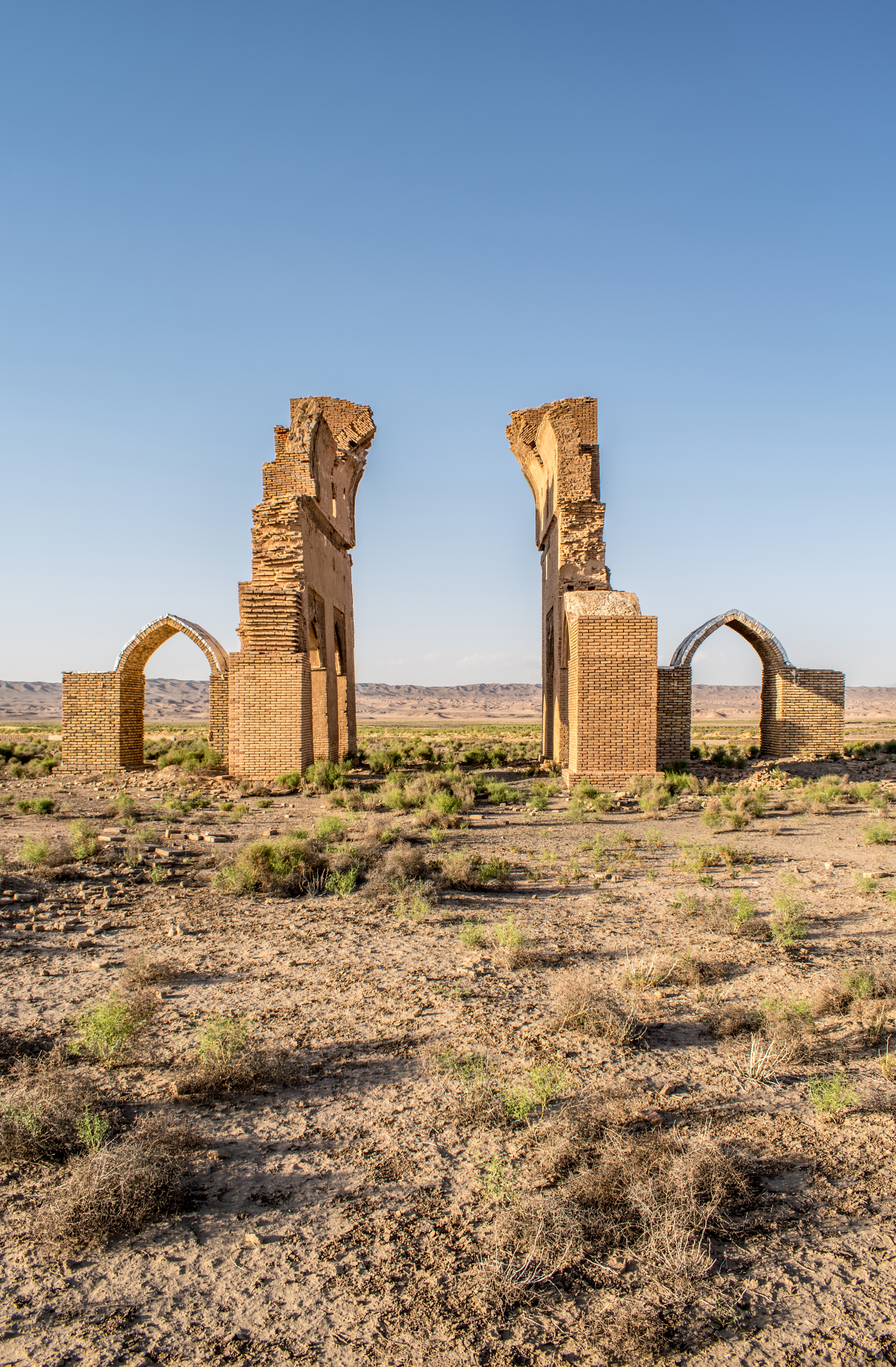
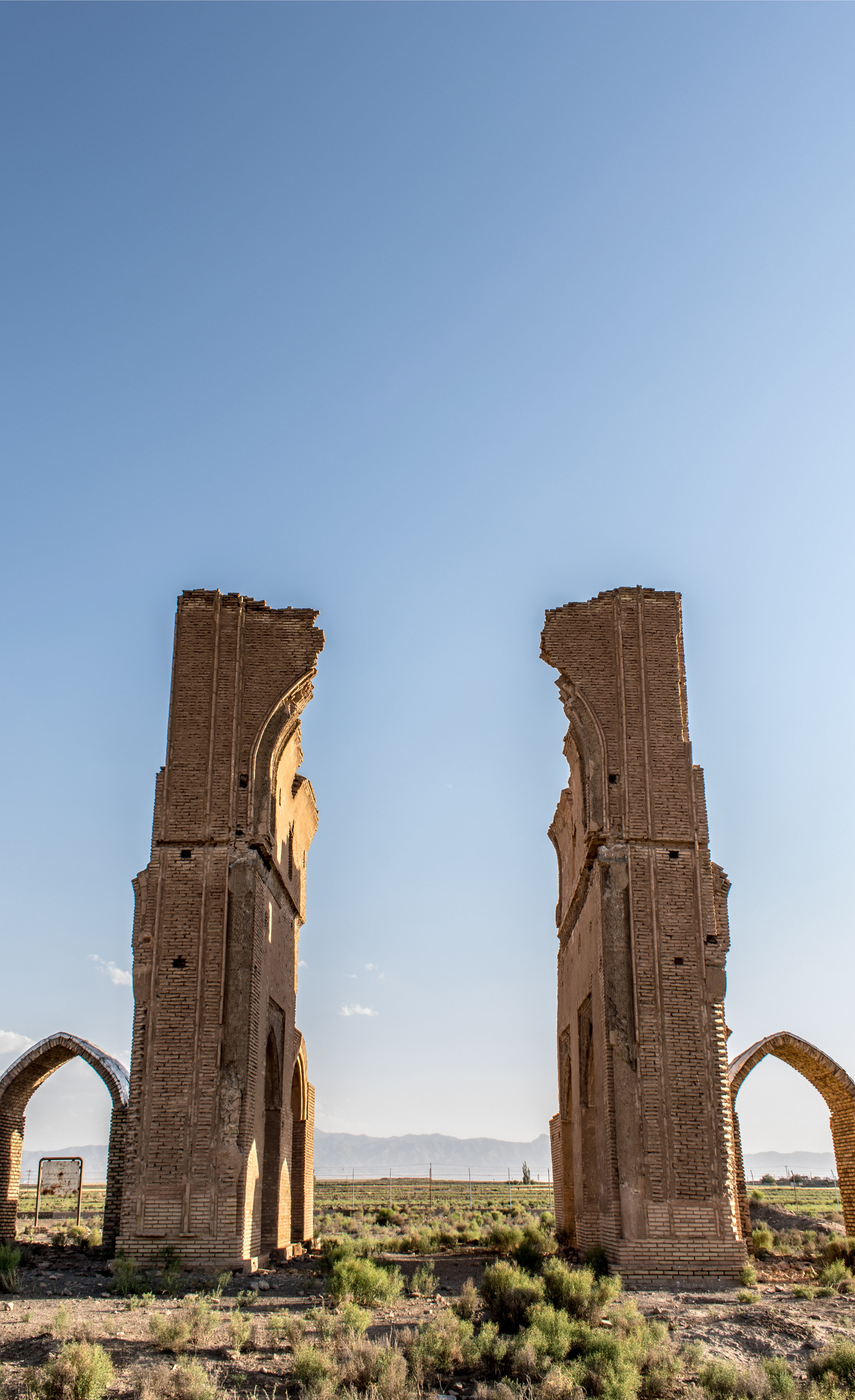
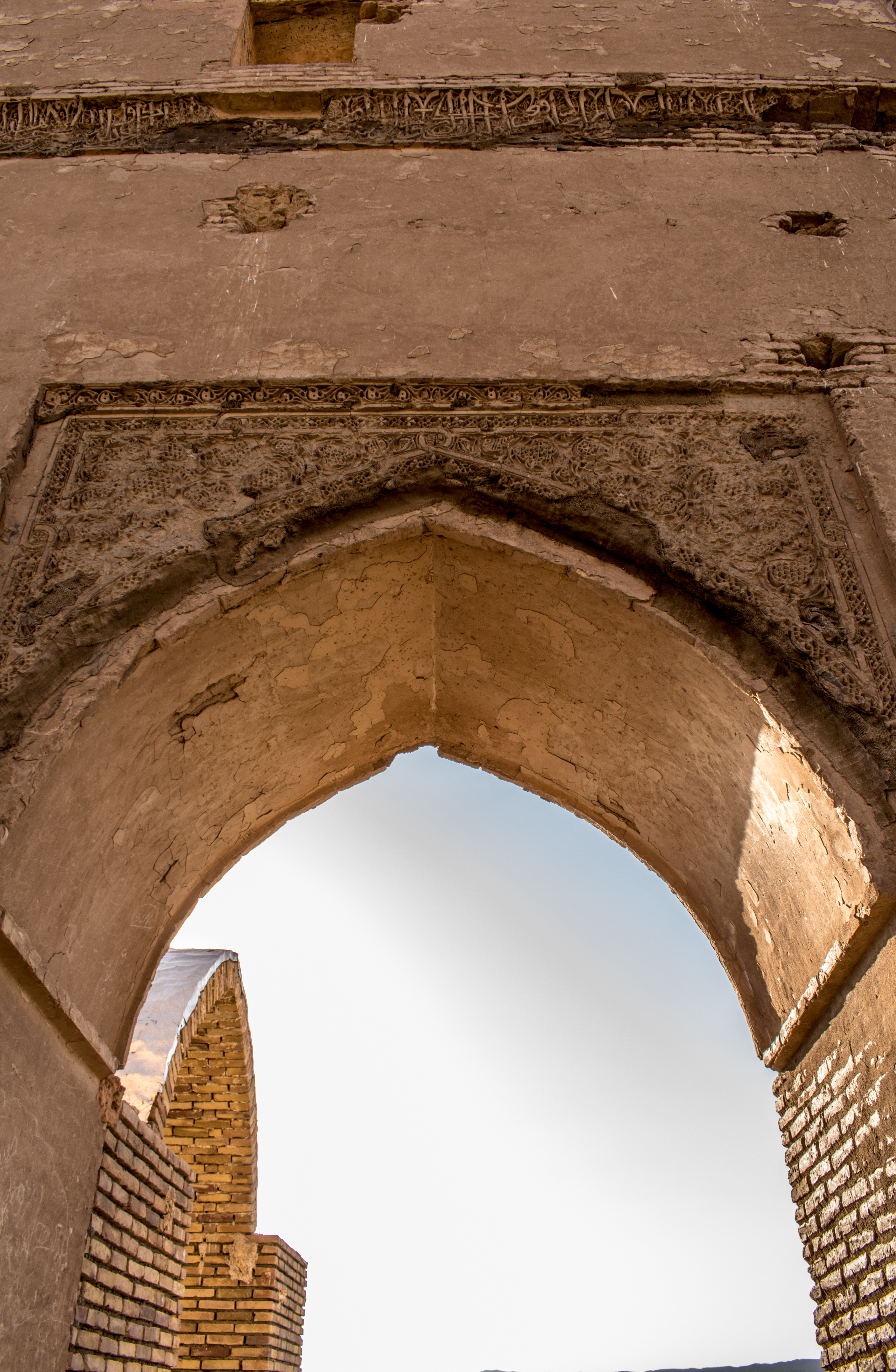
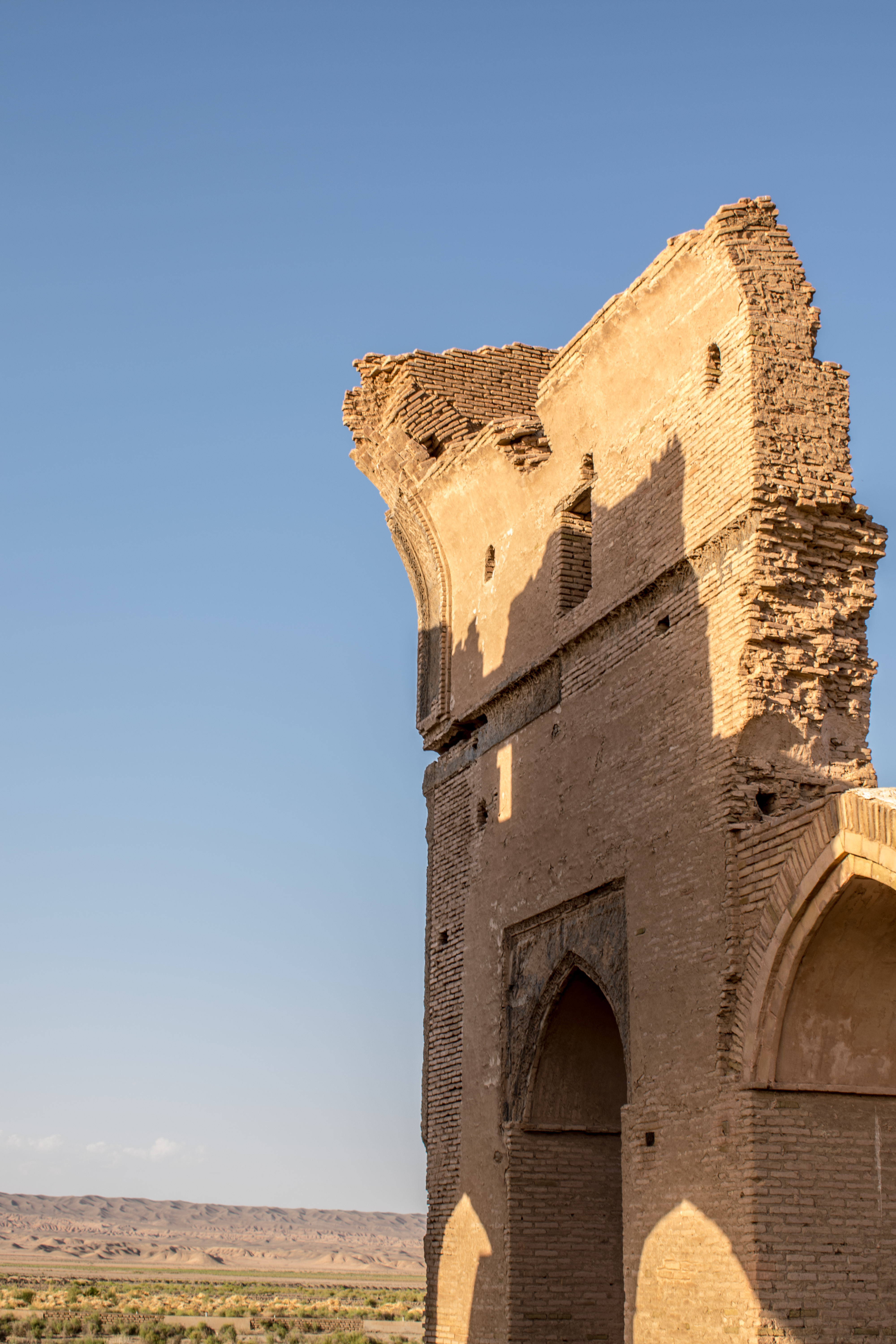